# Kienersrüti
Kienersrüti is een gemeente en plaats in het Zwitserse kanton Bern, en maakt deel uit van het district Thun.
Kienersrüti telt 50 inwoners.